# Alfie Barbeary
Pas d'image ? Cliquez ici

a Compétitions nationales et continentales officielles uniquement.

b Matchs officiels uniquement.
Dernière mise à jour le 27 décembre 2024.
Alfie Barbeary, né le 5 octobre 2000 à Banbury (Angleterre), est un joueur anglais de rugby à XV jouant aux postes de troisième ligne centre et troisième ligne aile à Bath Rugby en Premiership.

## Biographie

### Jeunesse et formation
Alfie Barbeary commence à jouer au rugby à l'âge de 8 ans au club local de Banbury, sa ville natale, où il est positionné au centre. Ensuite, il représente les Wasps dans les équipes de jeunes, où il est formé en tant que talonneur.
Son idole est le centre de l'équipe d'Angleterre Manu Tuilagi.

### Carrière en club
Alfie Barbeary est lancé pour la première fois avec l'équipe première des Wasps lors d'un match de Premiership Rugby Cup en octobre 2018 contre Gloucester. Il est prêté en première partie de saison 2019-2020 au Nottingham RFC.
Promu depuis l'Academy (centre de formation) des Wasps à l'été 2020, il est titulaire pour la première fois en Championnat d'Angleterre en septembre 2020, lors d'un match contre les Leicester Tigers, où Barbeary est placé en troisième ligne aile. Il y inscrit trois essais (soit seulement le deuxième joueur en Premiership à marquer un triplé à ses débuts après Lesley Vainikolo), quelques semaines après son premier essai avec le club contre les Worcester Warriors. Reconnu comme l'un des plus gros espoirs du rugby anglais, étant puissant et habile ballon en main, instinctif et mobile avec ses jeux de jambes,.
En décembre 2020, il fait ses débuts en Coupe d'Europe en tant que troisième ligne centre contre les Dragons avec succès, puis se distingue contre le Montpellier HR avec notamment deux essais et deux passes décisives, dont une avec le pied et est donc désigné homme du match. Plus tard dans la saison, il est éloigné des terrains pour deux mois avant de faire un retour remarqué au mois de mars depuis le banc contre les Newcastle Falcons.
En novembre 2022, à la suite de la liquidation des Wasps, il est recruté par le club de Bath, Barbeary signant un contrat de longue durée. Durant la saison 2023-2024, il est titulaire lors de la finale de Premiership perdue 25 à 21 contre les Northampton Saints,.
En 2024-2025, il remporte la Coupe d'Angleterre battant les Exeter Chiefs sur le score de 48 à 14 en finale.

### Carrière internationale
Capitaine chez les moins de 18 ans de l'Angleterre, il marque un essai pour sa première sélection avec l'équipe d'Angleterre des moins de 20 ans contre l'Écosse en mars 2019. La même année, il joue aussi une rencontre lors du Championnat du monde junior, étant expulsé durant celle-ci, ce qui précipite la fin de sa participation au tournoi.
Remarqué par Eddie Jones, il est appelé dans le groupe de l'équipe d'Angleterre pour la finale de la Coupe d'automne des nations en 2020

## Palmarès
- Wasps
  - Finaliste du Championnat d'Angleterre en 2020.
- Bath Rugby
  - Finaliste du Championnat d'Angleterre en 2024.
  - Vainqueur de la Coupe d'Angleterre en 2025.
  - Vainqueur de la Challenge Cup en 2025.
  - Vainqueur du Championnat d'Angleterre en 2025.